# Kerry Weaver
Kerry Weaver est un personnage de fiction de la série télévisée Urgences, incarnée par l'actrice Laura Innes. Elle a été doublée dans la version française par Virginie Ogouz lors de la saison 2, puis par Stéphanie Murat jusqu'à la saison 9, et enfin par Valérie de Vulpian à partir de la saison 10.
Elle apparaît pour la première fois dans l'épisode 2.01, succédant à Mark Greene au poste de chef des internes. Elle n'apparaît alors cependant qu'en personnage récurrent tout au long de la saison 2, avant de devenir l'un des personnages principaux à partir de la saison 3. C'est, après John Carter, le personnage qui est apparu dans le plus grand nombre d'épisodes.

## Vie à l'hôpital
Kerry arrive lors de la saison 2 en tant que chef des internes. Peu de détails sur sa vie privée sont révélés lors des premières saisons, ce qui la fait passer pour une femme très ambitieuse, mettant en avant sa vie professionnelle. 
Dès son arrivée, elle a de nombreux différends avec les autres internes, en particulier avec Doug Ross et Susan Lewis, principalement à propos des soins médicaux. Elle appuie cependant la candidature de cette dernière à sa succession, en échange du soutien de Mark Greene pour devenir titulaire, poste qu'elle occupe lors de la saison 3. Cette même saison pourtant, Kerry et Greene sont en concurrence pour l'agrégation. Elle n'est pas choisie, mais se rattrape lors de la saison 4, où elle est nommée chef des urgences, assurant l'intérim du docteur Morgenstern, victime d'un malaise cardiaque. Kerry demande une augmentation, ce qui énerve Jeanie Boulet, qui était sur le point d'être renvoyée. Weaver n'est cependant pas confirmée à ce poste lors de la saison 5, la direction lui préférant Amanda Lee. 
La saison suivante, le docteur Romano, alors nouveau chef du personnel, lui confie les urgences. Elle conserve ce poste lors des saisons 5 à 8, embauchant et renvoyant du personnel. Ainsi, Dave Malucci doit faire ses valises après une violente dispute, alors que le docteur Lawrence, son ancien mentor, arrive à l'hôpital, ce qui fait penser à Greene que Kerry ne l'a embauché que pour l'orgueil de lui montrer ce qu'elle est devenue. 
Au cours de la saison 9, elle fait de faux certificats médicaux à un politicien, qui en a besoin pour se faire réélire. Il lui rend la pareille, et l'appuie pour le remplacement de Romano au poste de chef du personnel de l'hôpital. Sa présence se fait alors plus rare aux urgences, ce qui ne l'empêche pas de confier sa succession aux Urgences à Susan Lewis, puis à Luka Kovac.
Lors de la saison 12, Kerry embauche le docteur Victor Clemente comme le nouveau titulaire des urgences. S'il apparaît au début comme un docteur très compétent, il entretient une liaison avec une femme mariée dont le mari policier est très jaloux. Quand il les découvre, il essaie de les tuer avant de harceler Clemente. Le docteur devient de plus en plus agité et, malgré les demandes de Luka et les plaintes du personnel des urgences, Kerry refuse de le virer. Quand Clemente commet une erreur médicale qui donne voie à une attaque judiciaire contre l'hôpital qui pourrait lui faire perdre plusieurs millions de dollars, Kerry tente de blâmer Luka pour sauver son poste mais finit par admettre la vérité. Elle est renvoyée de son poste de chef du personnel et redevient titulaire des urgences.
Lors de la saison 13, alors qu'elle souhaite être plus présente dans le service, Luka Kovač, qu'elle a récemment nommé chef, lui parle de son intention de la renvoyer, pour des raisons budgétaires. Il se rétracte vite, mais sa compagne, aussi productrice de télévision, lui a proposé un poste de présentatrice d'une émission médicale sur une chaîne du câble. Elle accepte et démissionne donc du Cook County. 
On la revoit dans l'épisode 7 de la saison 15, lors d'un flashback, au cours duquel on revoit également Mark Greene et Robert Romano, mais sa dernière apparition aura lieu dans l'épisode 22 de cette même saison, et dernier de la série, dans lequel on retrouve une grande partie des personnages principaux de la série.

## Vie privée
Lors des premières saisons, on sait très peu de choses d'elle. Elle fait parfois preuve de cœur. Durant la saison 3, elle apporte son soutien à Jeanie Boulet, atteinte du VIH, au contraire des docteurs Greene et Benton qui l'écartent de leurs patients. Kerry héberge également Carter lors de la saison 5.  Enfin, elle aide Abby Lockhart pour retrouver un emploi aux urgences, après l'arrêt de ses études de médecine.
La vie sentimentale de Kerry commence à être développée à partir des saisons 6 et 7. On apprend qu'elle a vécu plusieurs années en Afrique, où elle a eu une brève liaison avec un homme. Lors de la saison 7, elle se lie d'amitié avec Kim Legaspi, une psychiatre de l'hôpital homosexuelle. Leur relation évolue au fil des épisodes. À l'occasion d'un dîner entre les deux femmes, on apprend que Kerry a été brièvement mariée. Weaver cache dans un premier temps son homosexualité à son entourage et à ses collègues, ce qui conduit à la séparation du couple. Elle rencontre lors de la saison 8 une femme pompier, Sandy Lopez, qui l'embrasse aux urgences. À partir de ce jour, elle accepte son homosexualité. Kerry tente d'avoir un enfant, mais fait une fausse couche. Sandy accouche quant à elle quelque temps après d'un petit garçon, Henry. Après le décès brutal de sa compagne dans l'effondrement d'un immeuble peu après la naissance, Kerry doit se battre pour obtenir la garde de son fils, face aux parents de Sandy (saison 11), garde qu'elle obtient finalement quelques mois après. Deux ans après, elle rencontre une productrice de télévision, avec qui elle part à Miami à la saison 13.
Kerry connaît peu sa famille : ses parents adoptifs sont décédés, et elle ne sait presque rien de ses parents biologiques. À la onzième saison, sa mère biologique apparaît brutalement. Elle lui apprend le décès de son père, ce qui n'affecte pas Weaver outre-mesure. Sa mère est une femme très pieuse : après lui avoir annoncé que c'était « bon de l'avoir revue », elle lui dit qu'elle ne souhaite pas nouer des liens, au motif de son homosexualité.
Weaver doit tout le temps se déplacer à l'aide d'une béquille : on apprend qu'elle souffre d'une dysplasie congénitale de la hanche (révélée à sa mère lors de la saison 11). Une lourde chute lui entraîne de graves douleurs, ce qui la décide à se faire opérer au County. Elle abandonne ainsi sa béquille au milieu de la saison 12. Elle quitte la série peu après. 